# 樋口聖典
樋口 聖典（ひぐち きよのり、1981年8月20日 - ）は、福岡県田川郡川崎町出身の日本の起業家・実業家。株式会社BOOK代表取締役。元よしもとクリエイティブ・エージェンシー所属。元株式会社オフィス樋口代表取締役会長。どぶろっかーずのギター担当。JAPAN MENSA会員。座右の銘は「男真ん中堂々と」。

## 来歴
福岡県立田川高等学校卒、九州芸術工科大学卒、九州大学大学院卒。3ピースバンド金的三番街のギターボーカル（在は解散）。2009年に中学からの同級生だった青柳貴哉とともに、ギチというコンビ名で東京NSCに15期生として入学。2010年4月に卒業。同期のニューヨークによると、「勉強も音楽も何をやっても人並み以上に出来て、唯一不得意だったのが人を笑わせることだったので芸人になった」という天才肌だった。樋口はもともと上京して音楽活動をやる予定だったが、青柳に誘われたためNSC入りしたという。
2011年、弟の樋口太陽とともに株式会社オフィス樋口を設立（現在は退職）。2014年、お笑い芸人どぶろっくと、ロックバンドどぶろっかーずを結成。ギターを担当。音楽活動に重きを置いた2016年以降ギチとしてのコンビ活動は年に一度あるかないかとなっていた。しかし、NSCの同期である「忘れる。」との公開イベントに呼ばれた事を契機に活動を再開。2021年4月よりPodcast番組『ギチの完全人間ランド』を放送している。2018年よりPodcast番組「歴史を面白く学ぶコテンラジオ」を開始。JAPAN PODCAST AWARDS2019にて大賞を受賞したほか、協賛のSpotifyが選ぶ「Spotify賞」もダブルで受賞した。
地元福岡県田川市にある廃校を利活用した複合施設「いいかねPalette（旧猪位金小学校）」の運営を通じてクリエイター・起業家支援を行っている。
SNSで結婚相手を募集し、交際期間0日で入籍した。2022年12月に次男がダウン症候群であることを公表した。

## 出演

### テレビ番組
- 竹山ロックンロール「ロック芸人フェス」コーナー - 2014年3月1日
- お願い!ランキング「副業でボロ儲けの芸人SP」コーナー - 2016年5月10日

### ラジオ番組
- ＃さえのわっふる（RKBラジオ） - 2022年9月29日〜2023年9月21日 木曜パートナー

### その他
- 小倉ちゃちゃちゃラジオ　愛の楽曲工房→樋口兄弟の愛の楽曲工房（FM Kita-Q） - 2016年1月11日〜
- 歴史を面白く学ぶコテンラジオ（YouTube、Podcast） - 2018年9月15日〜
- いいかねPalette通信（YouTube、Podcast） - 2019年9月7日〜
- ひぐぱた de いいかね？ radio（YouTube） - 2019年2月14日〜12月5日
- LABB RADIO（Youtube、Podcast） - 2019年7月9日〜2020年6月12日
- 樋口聖典の世界（Podcast） - 2020年2月17日〜
- 新型オトナウィルス（Podcast） - 2020年3月13日〜
- ギチの完全人間ランド（Podcast） - 2021年4月6日〜
- 樋口聖典のわれ思う故に我あり（Podcast） - 2022年9月29日〜2023年9月26日